# Латини, Брунетто
Брунетто Латини (итал. Brunetto Latini; ок. 1220 — 1294) — флорентийский поэт, учёный, государственный деятель. Данте Алигьери много обязан Брунетто Латини своим классическим и энциклопедическим образованием.
Видный сторонник гвельфской партии, в 1260 году вошёл в состав посольства флорентийцев ко двору Альфонса Кастильского; миссия посольства, искавшего у короля поддержки в конфликте между Флоренцией и Сиеной, была безуспешной, и на обратном пути Латини узнал о поражении флорентийцев при Монтаперти, после чего провёл шесть лет в изгнании во Франции.

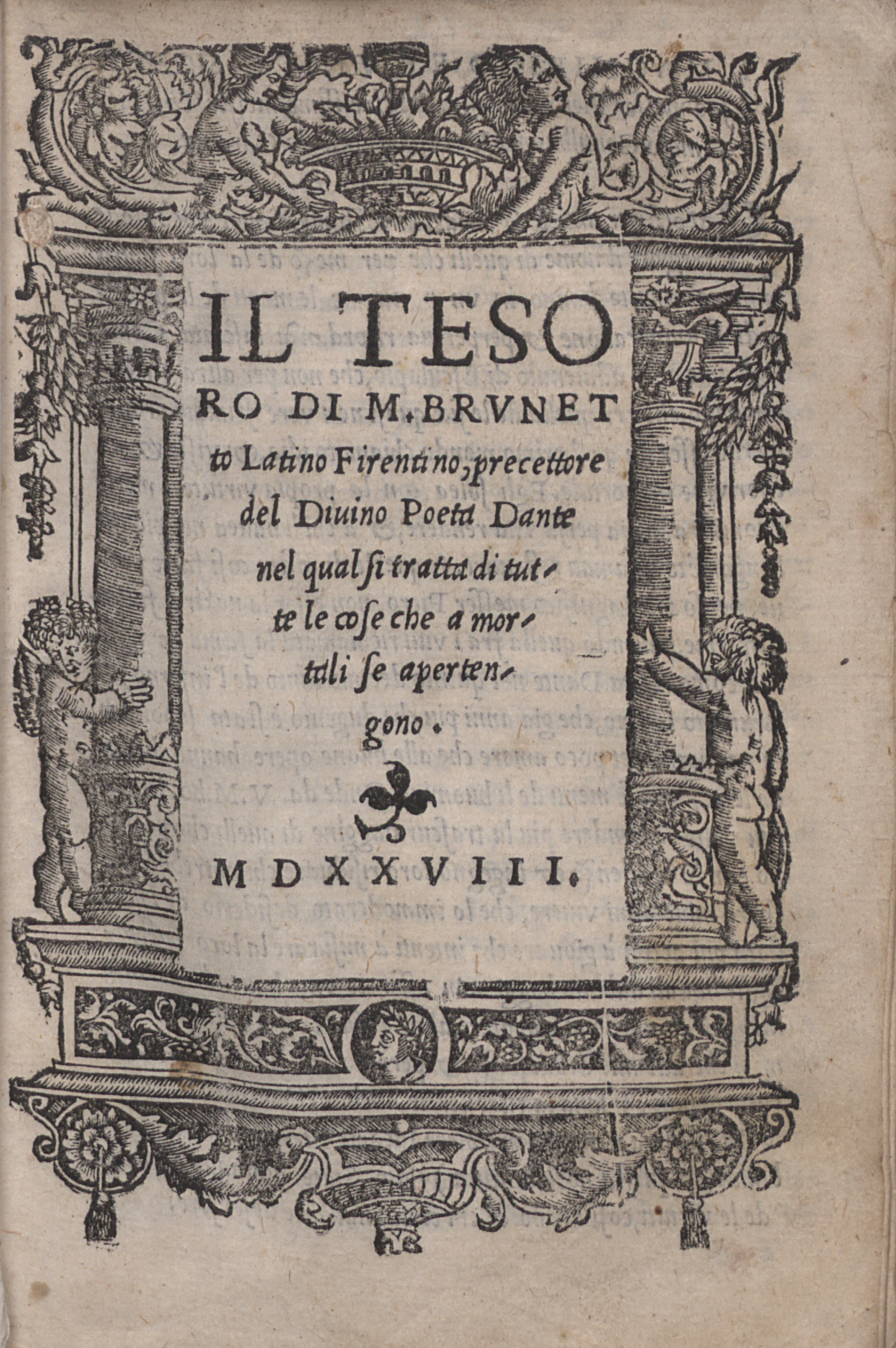
Livres dou Tresor

Во Франции, на французском языке, он составил обширную энциклопедию знаний «Le Trésor», изданную Шабайллем («Livres dou trésor», Париж, 1863), в которой Брунетто даёт обзор знаний своего времени о Боге, природе, об истории древнего и нового времени, об искусстве; дает наставления для управления домом, государством и т. д. Он заявляет историческую связь между Древним Римом и Флоренцией (развитие чего продолжит Леонардо Бруни).
Там же во Франции написал по-итальянски в стихах «Tesoretto», аллегорическую поэму о небе и земле, где небесные и земные явления и в особенности добродетели дают поэту наставления о природе. Поэма стала предвозвестницей «Божественной комедии» Данте.
Вернувшись в Тоскану в 1266 году, Латини занимал ряд важных государственных постов.
Латини считался видным литератором и был наставником ряда молодых флорентийцев, в том числе Данте. В «Божественной комедии» Данте, отзываясь о своём учителе с глубоким почтением, помещает его, однако, в седьмой круг ада (Ад, Песнь XV), не поясняя в точности, за какой именно грех Латини наказан; большинство исследователей полагает, что Данте подразумевал склонность своего учителя к однополой любви.